# Ејда (Минесота)
Ејда (енгл. Ada) град је у америчкој савезној држави Минесота.

## Демографија
По попису из 2010. године број становника је 1.707, што је 50 (3,0%) становника више него 2000. године.
| Група             | 2000.         | 2010.         |
| Белци             | 1.577 (95,2%) | 1.561 (91,4%) |
| Афроамериканци    | 1 (0,1%)      | 3 (0,2%)      |
| Азијати           | 9 (0,5%)      | 9 (0,5%)      |
| Хиспаноамериканци | 46 (2,8%)     | 95 (5,6%)     |
| Укупно            | 1.657         | 1.707         |